# Silvio Passerini
Silvio Passerini (Cortona, 1469 – Città di Castello, 20 aprile 1529) è stato un cardinale e vescovo cattolico italiano.

## Biografia
Nato a Cortona da una famiglia di origine fiorentina, si trasferì a Firenze nel 1494 dove, grazie all'aiuto del nobile fiorentino Mariano Zefferini e anche grazie al supporto di suo padre, Rosado, che era stato imprigionato proprio per lo strenuo appoggio ai Medici durante la cacciata di Piero il Fatuo, entrò nella cerchia della famiglia Medici e venne introdotto alla carriera ecclesiastica. Divenne amico molto stretto di Giovanni di Lorenzo de' Medici, futuro papa Leone X, con il quale combatté sul fronte francese, dove entrambi vennero fatti prigionieri. Liberato, entrò al servizio del papa, che lo inviò a Perugia e in altre città dell'Umbria. Qui il Passerini riuscì ad accumulare una discreta fortuna.
Dopo l'elezione al soglio pontificio di Leone X (11 marzo 1513), con bolla pontificia (22 dicembre 1514) il Passerini, con i fratelli Valerio e Cosimo, ottenne in concessione il feudo nobiliare pontificio di Petrignano del Lago. In data 1º luglio 1517, Silvio fu creato cardinale e il 6 luglio dello stesso anno ricevette il titolo di San Lorenzo in Lucina. In seguito fu fatto vescovo di Cortona il 15 novembre 1521, con la diocesi che venne allargata a spese di quelle di Firenze e Arezzo.
Dopo la morte di Leone X il comando della famiglia passò al cardinale Giulio de' Medici, che appena un anno dopo fu eletto papa con il nome di Clemente VII. Il cardinale Giulio, dovendosi recare a Roma, lasciò la reggenza della città di Firenze a tre suoi fidatissimi: il Alessandro de' Medici, forse suo figlio illegittimo, Ippolito de' Medici, non ancora cardinale, suo nipote, e il cardinale Passerini, appunto, che quindi era già diventato alla pari di una persona della famiglia.
Con la cacciata dei Medici del 1527 il Passerini, lasciò Firenze. Morì a Città di Castello il 20 aprile 1529.

## Mecenatismo
A Cortona, il cardinale diresse la diocesi dal Palazzo del Popolo, che restaurò ampiamente dal 1514, con affreschi tra gli altri di Luca Signorelli, e che prese il nome di Palazzo Passerini, mentre lo stesso anno Leone X gli diede l'autorizzazione di concedere le indulgenze a chiunque visitasse la cattedrale, che egli fece anche ampliare. Dal 1521 riformò la diocesi e si dilettò nel far costruire nuovi splendidi edifici, tra i quali il più importante è il cosiddetto "Palazzone".
Il Signorelli morì proprio durante la decorazione del Palazzo Passerini, cadendo da un ponteggio approntato per la decorazione della cappella privata.
A Valiano, Bettolle, Petrignano del Lago e Piazzano il Passerini fece edificare stupende ville.
A Firenze commissionò alcuni cartoni per arazzi a Andrea del Sarto e Raffaellino del Garbo, oggi conservati al museo diocesano di Cortona. Fu presente alla prima rappresentazione della commedia della Mandragola di Niccolò Machiavelli.